# Konrad II. Hartmann

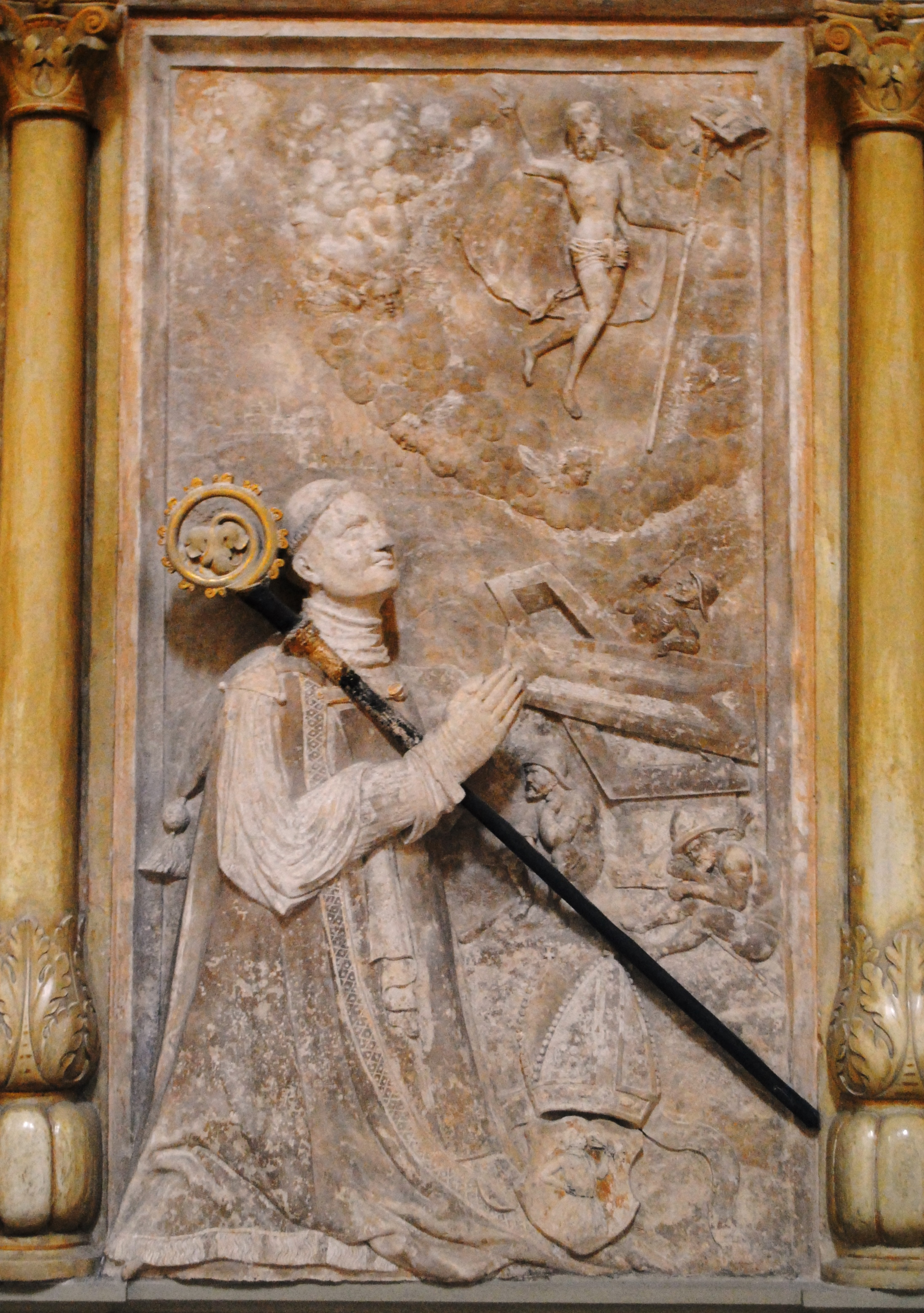
Das Epitaph des Konrad Hartmann in der Klosterkirche

Konrad II. Hartmann (* in Schweinfurt; † 9. Januar 1551 in Ebrach) war von 1540 bis 1551 Abt des Zisterzienserklosters in Ebrach.

## Leben
Konrad II. Hartmann wurde wohl am Ende des 15. oder zu Beginn des 16. Jahrhunderts in der Freien Reichsstadt Schweinfurt geboren. Über die Eltern des späteren Abtes ist nichts bekannt, auch die schulische Ausbildung des Konrad wird in den Quellen nicht erwähnt. Er trat wohl um das Jahr 1511 ins Kloster Ebrach ein, da er bereits 29 Jahre Mönch war, als er 1540 zum Abt geweiht werden sollte. Konrad Hartmann bekleidete einige Klosterämter, so war er Bursarius der Abtei.
Nach dem Tod seines Vorgängers Johannes III. Wolf in der zweiten Jahreshälfte des Jahres 1540 wählte man Hartmann am 21. Oktober 1540 zum zweiunddreißigsten Abt von Ebrach. Er hatte während des Bauernkrieges im Kloster geweilt und ging nun rasch daran den immer noch nicht ganz abgeschlossenen Wiederaufbau zu vollenden. Vor allem die zerstörten Gebäude des Klosters wurden durch den Prälaten wiedererrichtet.
Zugleich begann aber der immer wieder gärende Konflikt mit den Würzburger Fürstbischöfen wiederum auszubrechen. Bischof Melchior Zobel von Giebelstadt störte den Wiederaufbau der Abtei. Daraufhin reichte der Abt Klage bei Kaiser Karl V. ein, der den Fürstbischof 1544 verwarnen ließ. Dennoch hielt sich der Würzburger nicht daran und unterbrach die Bauarbeiten weiterhin. Konrad Hartmann strengte nun einen Prozess vor dem Reichskammergericht an. Er starb am 9. Januar 1551.

## Wappen
Das persönliche Wappen des Abtes Konrad II. Hartmann hat sich auf seinem Epitaph in der Klosterkirche erhalten. Beschreibung: Ein linksgewendeter Mann mit einem zum Mund erhobenen Trinkgefäß in der linken Hand. Die Tingierung ist nicht bekannt.